# Llista de digitacions de dolçaines
La dolçaina és un aeròfon de doble canya de la família de l'oboè.

## Digitació de ladulzaina castellana
La dulzaina castellana està afinada en Fa♯. La figura mostra la digitació d'aquesta dulzaina sense claus.

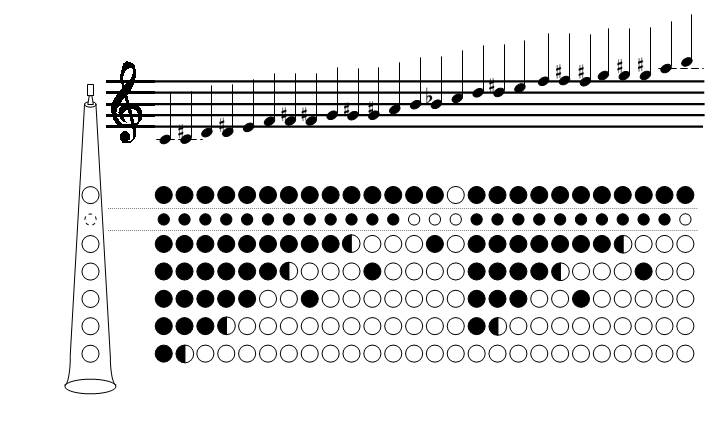
Digitació de la dulzaina castellana sense claus.

## Digitació de la dolçaina valenciana
La dolçaina valenciana és un instrument transpositor, el so real de cada nota està a una cinquena per dalt de la seva anotació.

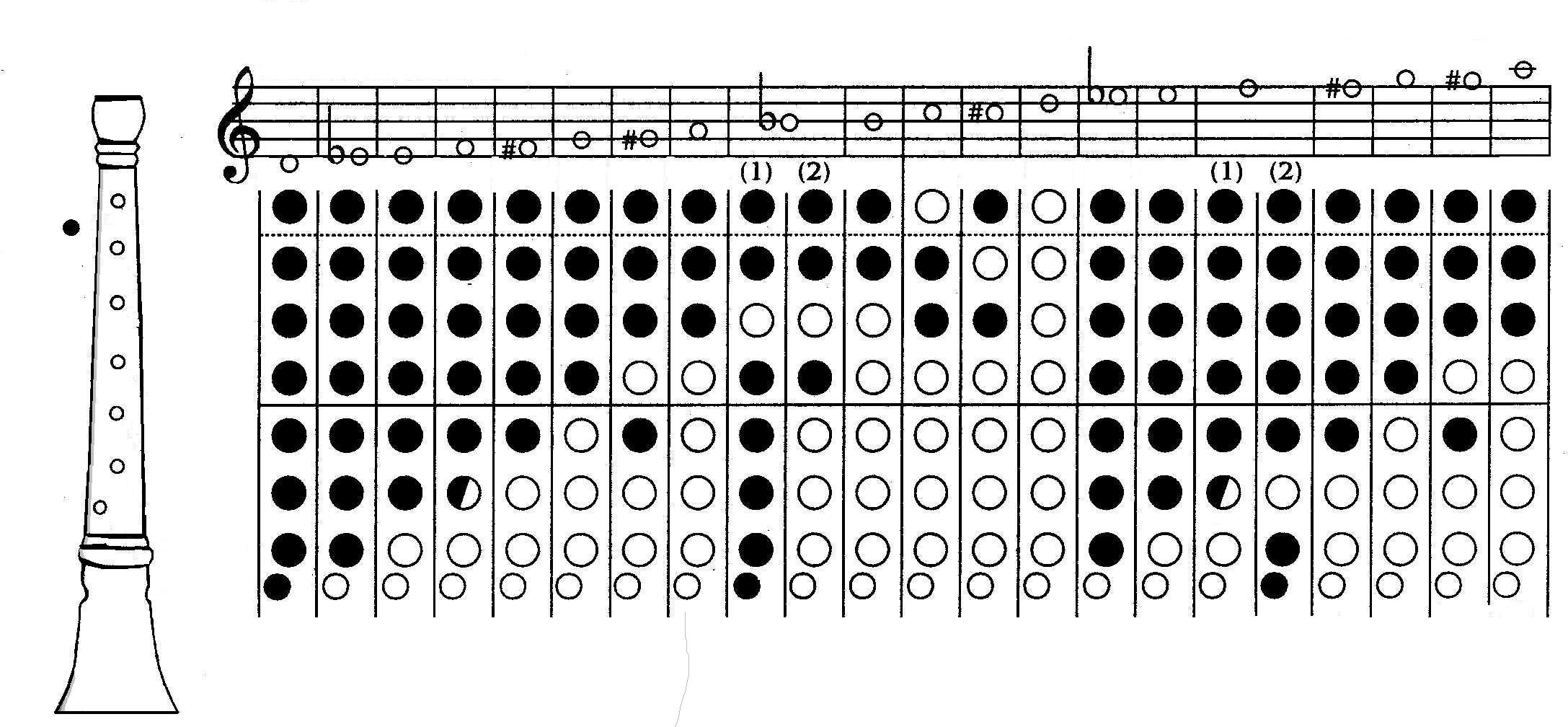
Digitació de la dolçaina valenciana. Per octavar s'ha de bufar amb més intensitat per aconseguir les notes.